# Louplande
Louplande és un municipi francès situat al departament del Sarthe i a la regió de País del Loira. L'any 2007 tenia 1.485 habitants.

## Demografia

### Població
El 2007 la població de fet de Louplande era de 1.485 persones. Hi havia 519 famílies de les quals 78 eren unipersonals (47 homes vivint sols i 31 dones vivint soles), 176 parelles sense fills, 238 parelles amb fills i 27 famílies monoparentals amb fills.
La població ha evolucionat segons el següent gràfic:
Habitants censats

### Habitatges
El 2007 hi havia 571 habitatges, 527 eren l'habitatge principal de la família, 29 eren segones residències i 15 estaven desocupats. 550 eren cases i 6 eren apartaments. Dels 527 habitatges principals, 455 estaven ocupats pels seus propietaris, 66 estaven llogats i ocupats pels llogaters i 6 estaven cedits a títol gratuït; 2 tenien una cambra, 16 en tenien dues, 55 en tenien tres, 140 en tenien quatre i 314 en tenien cinc o més. 426 habitatges disposaven pel capbaix d'una plaça de pàrquing. A 160 habitatges hi havia un automòbil i a 339 n'hi havia dos o més.

### Piràmide de població
La piràmide de població per edats i sexe el 2009 era:
| Homes | Edats   | Dones |
| ----- | ------- | ----- |
| 0     | 95 o +  | 0     |
| 0     | 90 a 94 | 4     |
| 12    | 85 a 89 | 12    |
| 0     | 80 a 84 | 4     |
| 8     | 75 a 79 | 4     |
| 28    | 70 a 74 | 28    |
| 8     | 65 a 69 | 20    |
| 20    | 60 a 64 | 20    |
| 28    | 55 a 59 | 28    |
| 40    | 50 a 54 | 40    |
| 72    | 45 a 49 | 48    |
| 36    | 40 a 44 | 64    |
| 52    | 35 a 39 | 36    |
| 60    | 30 a 34 | 56    |
| 28    | 25 a 29 | 36    |
| 40    | 20 a 24 | 28    |
| 80    | 15 a 19 | 48    |
| 28    | 10 a 14 | 44    |
| 32    | 5 a 9   | 28    |
| 40    | 0 a 4   | 32    |

## Economia
El 2007 la població en edat de treballar era de 942 persones, 749 eren actives i 193 eren inactives. De les 749 persones actives 709 estaven ocupades (373 homes i 336 dones) i 41 estaven aturades (20 homes i 21 dones). De les 193 persones inactives 101 estaven jubilades, 65 estaven estudiant i 27 estaven classificades com a «altres inactius».

### Ingressos
El 2009 a Louplande hi havia 541 unitats fiscals que integraven 1.541 persones, la mediana anual d'ingressos fiscals per persona era de 19.125 €.

### Activitats econòmiques
Dels 32 establiments que hi havia el 2007, 1 era d'una empresa alimentària, 5 d'empreses de construcció, 7 d'empreses de comerç i reparació d'automòbils, 3 d'empreses de transport, 2 d'empreses d'hostatgeria i restauració, 1 d'una empresa d'informació i comunicació, 2 d'empreses immobiliàries, 2 d'empreses de serveis, 6 d'entitats de l'administració pública i 3 d'empreses classificades com a «altres activitats de serveis».
Dels 8 establiments de servei als particulars que hi havia el 2009, 1 era una oficina de correu, 2 tallers de reparació d'automòbils i de material agrícola, 1 paleta, 2 lampisteries, 1 electricista i 1 perruqueria.
Dels 2 establiments comercials que hi havia el 2009, 1 era una fleca i 1 una carnisseria.
L'any 2000 a Louplande hi havia 34 explotacions agrícoles que ocupaven un total de 884 hectàrees.

## Equipaments sanitaris i escolars
L'únic equipament sanitari que hi havia el 2009 era una ambulància.
El 2009 hi havia una escola elemental.

## Poblacions més properes
El següent diagrama mostra les poblacions més properes.